# ژرژ دو بره‌بو
ژرژ دو بره‌بو (به فرانسوی: Georges de Brébeuf) شاعر قرن هفدهم میلادی اهل فرانسه است.